# Лейте (затока)
Затока Лейте — частина Філіппінського моря, розташована на схід від острова Лейте. Затока межує на півночі з островом Самар, на півдні — з островом Мінданао. Острів Дінагат частково розташований в затоці, а також невеликі острови Хомонхон і Сулуан. Затока простягається приблизно на 130 км (80 миль) з півночі на південь і 60 км (40 миль) зі сходу на захід.
На узбережжі затоки розташовані декілька муніципалітетів: Балангіга, Гіпорлос, Гуюан, Лаваан, Мерседес, Куйнапондан і Сальседо. Також в районі затоки існує одинадцять морських заповідників.
Затока відома найбільшою морською битвою, яка відбулася в 1944 році під час Другої світової війни.